# Бихарские языки
Биха́рские языки (биха́рский язык, биха́ри) — название западной группы восточных индоарийских языков, распространенных в индийском штате Бихар и соседних районах. На входящих в эту группу языках майтхили и бходжпури говорят также в Непале (до 20 % населения).
К бихарским языкам относятся:
- Ангика (700 000 носителей)
- Бходжпури (29 384 562 носителей)
- Ваджика (500 000 носителей)
- Карибский хиндустани (Сарнами хиндустани) (150 000 носителей)
- Кудмали (37 000 носителей)
- Магахи (11 362 000 носителей)
- Майтхили (от 13,5 млн. до 33,9 млн. носителей)
- Панчпарганья (274 000 носителей)
- Садри (1 965 000 носителей)
- Сураджпури (273 000 носителей)